# Grabsteineffekt
Der Grabsteineffekt (engl. auch Tombstone Effect oder Tombstoning) oder Aufrichteffekt wird auch Stonehenge oder Manhattan genannt und ist ein häufiger Fehler beim Reflow-Löten oder Dampfphasenlöten von SMD-Bauteilen. Bei diesem Fehlerbild stellen sich vor allem kleine (meist zweipolige) Bauelemente während des Lötprozesses einseitig auf. Der zweite Anschluss des Bauelements ist dann elektrisch nicht kontaktiert. Die Bauelemente stehen dann auf einer flachen SMD-Platine wie ein Grabstein.

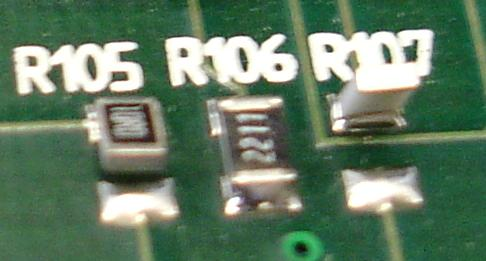
Zwei durch den Grabsteineffekt aufgerichtete SMD-Widerstände

## Beschreibung des Fehlerbilds

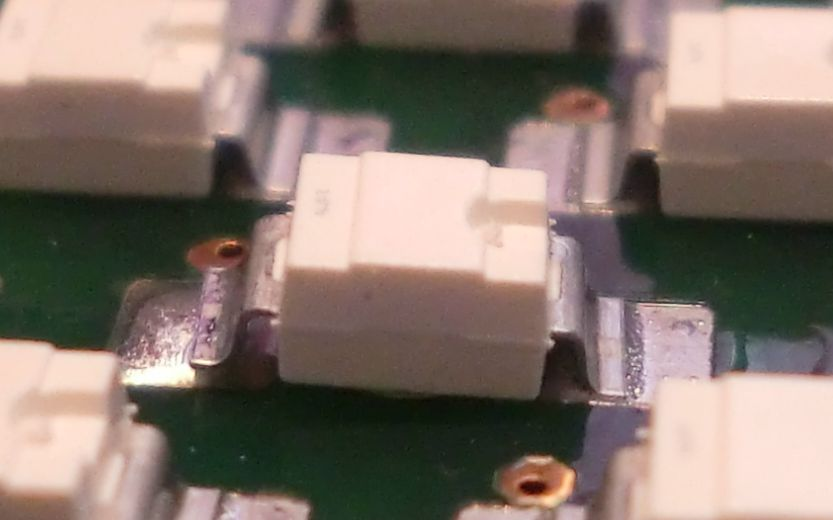
Eine LED, die durch den Grabsteineffekt auf der linken Seite leicht aufgerichtet wurde und damit keinen Kontakt mehr zum Pad hat

Beim Reflow-Löten schließen die SMD-Bauelemente, wenn sie eben auf der Leiterplatte aufliegen, mit der Leiterplatte einen Winkel von 0° ein. Beim Fehlerfall Grabsteineffekt liegen die Bauelemente nicht eben auf. Es bildet sich ein Winkel zwischen der Achse des Bauelements und der Leiterplatte. Dieser kann zwischen 0° und 90° liegen. Der Grabsteineffekt tritt beim Reflow-Löten und beim Dampfphasenlöten von SMD-Bauelementen auf, wobei dieser Effekt beim Reflow-Löten tendenziell mit einer kleineren Wahrscheinlichkeit auftritt.
Dieser Effekt tritt bei zweipoligen SMD-Bauelementen auf. Meist handelt es sich um kleine Bauformen der Bauelemente, z. B. 0805, 0603, 0402. Leichte Bauelemente sind hierbei tendenziell stärker betroffen als schwere Bauelemente. Bei mehrpoligen Bauelementen kann dieser Effekt grundsätzlich ebenfalls auftreten, jedoch ist die Wahrscheinlichkeit äußerst gering.

## Mechanismus

SMD-Bauteil, das sich durch den Grabsteineffekt aufrichtet

Am Bauelement greifen beim Lötprozess verschiedene Kräfte an. Beim Lötprozess schmilzt die Lotpaste der beiden Anschlusspins des Bauelements zu unterschiedlichen Zeitpunkten an. Auf der Seite des Bauelements mit dem zuerst verflüssigtem Lot wirkt die Oberflächenspannung des flüssigen Lots und zieht am Bauelement. Die Oberflächenspannung des flüssigen Lots, das außerhalb des Bauelements liegt, versucht in diesem Fall, die freie Wegstrecke zu verkürzen, was dann aufgrund der wirkenden Kräfte (erste Kraft) zum Aufrichten des Bauelements führen kann.
Weiterhin versucht das flüssige Lot, aufgrund der Oberflächenspannung unterhalb der Anschlussmetallisierung des Bauelements, dieses in der ebenen Lage zu halten. Das Lot hat ebenfalls ein Bestreben, die freie Wegstrecke zu verkürzen. Diese Kraftwirkung (zweite Kraft) versucht, das Bauelement in der ebenen Lage zu halten.
Als dritte Kraft wirkt die Gewichtskraft des Bauelements. Diese Kraft greift im Schwerpunkt des Bauelements an und versucht, das Bauelement in der waagrechten Position zu halten.
Beim Lötprozess wirken nun alle drei Kräfte. Die erste Kraft versucht, das Bauelement aufzurichten, während die zweite und die dritte Kraft versuchen, das Bauelement in der waagrechten Lage zu halten. Überwiegt die erste Kraft, so richtet sich das Bauelement auf.
Weiterhin kann dieser Effekt durch eine unterschiedliche Benetzbarkeit der beiden Anschlussmetallisierungen der Bauelemente erklärt werden.

## Vermeidung des Effekts
Aufgrund der wirkenden Kräfte können wirkungsvolle Ansätze abgeleitet werden, um ein Aufrichten der Bauelemente zu verhindern.

### Höhere Gewichtskraft der Bauelemente
Werden schwere Bauelemente verwendet, nimmt die Wahrscheinlichkeit des Aufrichtens ab.

### Länge der Anschlussmetallisierung beim Bauelement
Bei Bauelementen hemmt die Oberflächenspannung des Lots unterhalb der Anschlussmetallisierung der angeschmolzenen Seite das Aufrichten des Bauelements. Bei Bauelementen mit einer längeren Anschlussmetallisierung kommt es dadurch tendenziell mit kleinerer Wahrscheinlichkeit zum Aufrichten des Bauelements.
Damit die hemmende Kraft überhaupt wirken kann, muss die Kupferfläche auf der Leiterplatte im Bereich unterhalb des Bauelements mindestens so groß sein wie die Anschlussmetallisierung des Bauelements selbst oder nach innen hin deutlich größer sein.

### Kupferpad auf der Leiterplatte
Das Pad auf der Leiterplatte soll das Bauelement in Längsrichtung nicht allzu stark überragen. Je größer die das Bauelement überragende Kupferfläche ist, desto mehr Lot kann sich in diesem Bereich ansammeln und so zu einem sehr stark ausgeprägten Lotmeniskus führen, der das Aufrichten des Bauelements dann wieder tendenziell unterstützen kann.

### Anbindung der Leitungen an das Bauelement
Das Aufrichten des Bauelements wird weitgehend unterdrückt, wenn das Lot auf beiden Seiten des Bauelements zum gleichen Zeitpunkt aufschmilzt und somit die wirkenden Kräfte das Bauelement in einer Gleichgewichtslage halten.
Die wirkungsvollste Maßnahme besteht darin, für beide Lötanschlüsse des Bauelements auf der Leiterplatte gleich dimensionierte Verbindungsleitungen zu verwenden. Hierdurch wird verhindert, dass beim Aufheizprozess während des Lötvorgangs unterschiedlich viel Wärme an die einzelnen Anschlüsse gelangt. Schmelzen beide Seiten zeitgleich auf, ist der Aufrichteffekt nahezu vollständig ausgeschlossen.

### Anpresskraft beim Bestücken des Bauelements in die Lotpaste
Wenn der gegenüberliegende Anschluss des Bauelements nur locker an der Lotpaste haftet, kann das Bauelement an dieser Stelle angehoben werden. Der Einfluss der Anpresskraft beim Bestücken des Bauelements hat aber einen nur sehr kleinen Einfluss auf das Ausrichten des Bauelements.

### Lotpaste
Je mehr Lotpaste vorhanden ist, desto größer kann sich der Lotmeniskus auf der Lötstelle ausprägen. Die Oberflächenspannung vom Meniskus führt letztlich zum Aufrichten des Bauelements. Wenn der Meniskus nicht übermäßig ausgeprägt ist, ist die Wahrscheinlichkeit zum Aufrichten des Bauelements tendenziell klein.
Es wird weiterhin vermutet, dass die Art der Lotpaste einen Einfluss auf das Aufrichten der Bauelemente hat; weiterhin, dass die Dauer zwischen dem Lotpastendruck und dem nachfolgenden Lötprozess einen Einfluss hat. Dies könnte dadurch erklärt werden, dass bei längerem Stehen der Baugruppen vor dem Löten flüchtige Bestandteile der Lotpaste austreten.
Weiterhin kann es zum Aufrichten kommen, wenn auf beiden Pads unterschiedlich viel Lotpaste gedruckt wird. Dies kann beispielsweise der Fall sein, wenn beim Schablonendruck der Lotpaste eine der beiden Öffnungen des Bauelements teilweise mit eingetrockneter Paste verschlossen ist oder von Grund auf die beiden Anschlusspads in der Schablone konstruktionsbedingt eine unterschiedliche Größe haben.
Zusätzlich wird als weitere Einflussgröße eine nicht aufbereitete Lotpaste vermutet. Vor dem Auftragen der Lotpaste muss diese im Lotpastendrucker einige Male bewegt werden, damit diese homogen vermengt wird. Wird dies nicht durchgeführt, kann die Zusammensetzung der Paste bei den verschiedenen Pads der Bauelemente unterschiedlich sein. Hierbei kann sich das Mischungsverhältnis der Paste (Lotanteil, Flussmittel, …) ändern. Als Folge davon kann es zum Aufrichten der Bauelemente kommen.

### Kleben der SMD-Bauelemente
Werden die SMD-Bauelemente beim Bestücken mit einem Klebepunkt geklebt, kann es nicht zum Aufrichten der Bauelemente kommen.

## Kontrolle
Sollten Grabsteine in der Produktion vorkommen, so können sie im Gegensatz zu anderen Fehlern leicht durch Sichtkontrolle oder automatische optische Inspektion erkannt werden. Die Bauelemente auf entsprechenden Platinen werden dann meist von Hand neu gesetzt und verlötet. Die Gefahr, dass fehlerhafte Geräte unerkannt zur Auslieferung kommen, ist gering.